# Domingos Brazão
Domingos Inácio Brazão (Rio de Janeiro, 7 de março de 1965) é um empresário do ramo dos postos de combustíveis e político brasileiro. Iniciou sua vida pública pelo Partido Liberal (PL) e, depois, passou pelo Partido Trabalhista do Brasil (PTdoB), partido pelo qual disputou a prefeitura do Rio, em 2000. No ano seguinte, filiou-se ao Movimento Democrático Brasileiro (MDB), no qual ficou até 2015. Foi deputado estadual por quatro mandatos completos, e durante o quinto, tornou-se conselheiro do Tribunal de Contas do Estado do Rio de Janeiro (TCE-RJ), cargo que ocupa atualmente. Em março de 2024, foi preso acusado de ser o mandante do assassinato da vereadora do Rio de Janeiro Marielle Franco.

## Biografia

### Família
É irmão de outros dois políticos: Chiquinho Brazão, eleito pela primeira vez em 2016, e Pedro Brazão, que entrou para a política pela primeira vez em 2018.

### Vida pública
Em 1996, Domingos Brazão foi eleito vereador no Rio de Janeiro pelo Partido Liberal (PL). Em 1998, pela primeira vez, foi eleito deputado estadual pelo Partido Trabalhista do Brasil (PTdoB) do Rio de Janeiro após conquistar 27 287 votos.
Em 2000, também pelo PTdoB, foi candidato a prefeito da cidade do Rio de Janeiro, ficando na 8.ª colocação com 36 858 votos.
Já em 2002, filiado pelo Partido do Movimento Democrático Brasileiro (PMDB), foi reeleito ao cargo de deputado estadual. Em 2004, foi acusado de integrar uma máfia do setor de combustíveis.
Em 2006 foi reeleito para seu terceiro mandato como deputado estadual no Rio de Janeiro, com 73 263 votos. Reelegeu-se ao cargo na Assembleia Legislativa do Rio de Janeiro (ALERJ), em 2010, pelo Movimento Democrático Brasileiro (MDB), com 91 774 votos, em meio a denúncias de compra de votos, chegando mesmo a ter seu mandato cassado pelo Tribunal Regional Eleitoral do Rio de Janeiro (TRE-RJ) em 2010. Dias depois, porém, manteve-se no cargo graças a uma liminar concedida pelo então ministro do Tribunal Superior Eleitoral (TSE), Ricardo Lewandowski.

#### Reeleição e ida para o Tribunal de Contas do Estado (TCE-RJ)[13]
No pleito de 2014, Domingos Brazão se candidatou a deputado pelo MDB, e declarou apoio à reeleição de Dilma Rousseff à presidência. Após ser reeleito para o quinto mandato como deputado para o período 2015–19, a ALERJ o elegeu, em abril de 2015 para ser um dos sete conselheiros vitalícios do Tribunal de Contas do Estado do Rio de Janeiro (TCE-RJ). Apenas os deputados Marcelo Freixo (PSOL), Flávio Serafini (PSOL), Eliomar Coelho (PSOL) e Doutor Julianelli (PSOL) votaram no servidor de carreira Ivy Nicolaevsky, enquanto Marcos Abrahão (AVANTE) votou em si próprio e outros quatro deputados estavam ausentes.

#### Recondução
No dia 23 de novembro de 2021, o Supremo Tribunal Federal (STF) rejeitou recurso da Procuradoria Geral da República (PGR) e manteve uma liminar que permitiu a sua recondução ao cargo de conselheiro do Tribunal de Contas do Estado do Rio de Janeiro.

### Desempenho eleitoral
| Ano  | Cargo                               | Partido | Votos  | Resultado  | Ref.   |
| ---- | ----------------------------------- | ------- | ------ | ---------- | ------ |
| 1996 | Vereador do Rio de Janeiro          | PL      | 11.990 | Eleito     | [ 18 ] |
| 1998 | Deputado estadual do Rio de Janeiro | PTdoB   | 27.287 | Eleito     | [ 19 ] |
| 2000 | Prefeito do Rio de Janeiro          | PTdoB   | 36.858 | Não Eleito |        |
| 2002 | Deputado estadual do Rio de Janeiro | PMDB    | 68.300 | Eleito     | [ 20 ] |
| 2006 | Deputado estadual do Rio de Janeiro | PMDB    | 73.263 | Eleito     | [ 21 ] |
| 2010 | Deputado estadual do Rio de Janeiro | PMDB    | 91.774 | Eleito     | [ 22 ] |
| 2014 | Deputado estadual do Rio de Janeiro | PMDB    | 70.314 | Eleito     | [ 23 ] |

## Controvérsias

### Primeiro assassinato
Em 8 de março de 1987, Domingos e Chiquinho estavam lado a lado, em um Fusca, quando Domingos apertou duas vezes um revólver calibre 38, matou Luiz Cláudio Xavier dos Reis e feriu Jairo Neves dos Santos. Ele voltava com a família de um comemoração num clube na data deste crime. Luiz Cláudio, a vítima, desconfiava que sua ex-mulher, de quem estava separado há seis meses, estava tendo um caso com Domingos. Ou com Chiquinho, ele não sabia bem. E foi atrás dos irmãos, disposto a tirar satisfação. À época do assassinato, os Brazão eram comerciantes de carros usados. Domingos foi preso em 8 de dezembro de 1987, nove meses depois do crime. Passou o Natal e o revéilon na cadeia, mas no dia 14 de janeiro de 1988, ganhou liberdade provisória. Ele nem sonhava com a política. Como não tinha foro privilegiado, seu julgamento deveria ter acontecido num tribunal de júri.

### Ameaças à Cidinha Campos
Enquanto deputado na ALERJ, Brazão teve intensa contenda com a deputada Cidinha Campos (PDT), que entrou com representação no Conselho de Ética e outros órgãos contra Brazão, por ter realizado supostas ofensas e até ameaças diretas.
Nesse contexto, Cidinha Campos ressaltou que o deputado Brazão dizia ter mandado matar pessoas, ao que em resposta Brazão afirmou já ter matado uma pessoa, mas que havia sido absolvido pela justiça.

### Operação Quinto do Ouro
Em 29 de março de 2017, Brazão foi um dos alvos dos mandados de prisão da Polícia Federal (PF). A Operação Quinto do Ouro, desdobramento da Operação Lava Jato prendeu Brazão e mais outros quatro membros do TCE-RJ, incluindo o seu presidente Aloysio Neves e os conselheiros José Maurício Nolasco, José Gomes Graciosa, Marco Antônio Alencar (filho do ex-governador e prefeito do Rio Marcello Alencar) e Aluísio Gama de Souza (ex-conselheiro) por serem suspeitos de participar de um esquema de desvio de verbas públicas.

### Assassinato de Marielle Franco
Em setembro de 2019, a procuradora-geral da República Raquel Dodge pediu ao Superior Tribunal de Justiça (STJ) para "apurar indícios de autoria intelectual de Domingos Brazão" no assassinato da vereadora Marielle Franco, colocando o conselheiro afastado do TCE-RJ como o suspeito número um de ser o mandante da morte da vereadora. De acordo com a procuradora-geral, suspeitava-se que Brazão tivesse ligações com o Escritório do Crime. Dodge também solicitou a federalização do caso, com o caso passando a ser julgado pela Justiça Federal. Brazão negou envolvimento com a morte de Marielle.
Em janeiro de 2024, o ex-policial Ronnie Lessa firmou um acordo de delação com a Polícia Federal que ainda depende de validação do Superior Tribunal de Justiça, afirmando que Domingos Brazão teria sido um dos mandantes e responsáveis pelo planejamento do atentado que resultou na morte da vereadora e de seu motorista. A razão para ele ter ordenado o assassinato seria vingança contra Marcelo Freixo, ex-deputado estadual que presidiu a CPI das Milícias, de quem Marielle foi assessora.
No dia 24 de março de 2024, os irmãos Domingos Brazão e Chiquinho Brazão, juntamente com o delegado Rivaldo Barbosa, foram presos, acusados de serem os mandantes do atentado contra Marielle Franco em março de 2018. O trio foi alvo de mandados de prisão preventiva na Operação Murder, Inc., deflagrada pela Procuradoria-Geral da República (PGR), pelo Ministério Público do Rio de Janeiro (MPRJ) e pela Polícia Federal (PF). Domingos é conselheiro do Tribunal de Contas do Estado (TCE-RJ); Chiquinho é deputado federal pelo União Brasil (UNIÃO); Rivaldo era chefe da Polícia Civil na época do atentado e no momento da prisão atuava como coordenador de Comunicações e Operações Policiais da instituição.
O relatório produzido pela Polícia Federal ofereceu a seguinte análise sobre o biografado:

A trajetória de DOMINGOS BRAZÃO, e de seus associados, é de evidência inequívoca de como se estrutura e se insere uma organização criminosa no seio da sociedade brasileira. Muitas foram as chances que o poder público teve de frear a expansão de suas atividades, antes que elas desaguassem nos homicídios ora investigados. (...)

Em 9 de maio, a Procuradoria-Geral da República (PGR) denunciou os irmãos Domingos e Chiquinho Brazão e o delegado Rivaldo Barbosa por mandar matar a vereadora Marielle Franco. Na tarde do mesmo dia, o ministro Alexandre de Moraes, do Supremo Tribunal Federal (STF), suspendeu o sigilo do processo.
Segundo a denúncia da Procuradoria Geral da República (PGR) apresentada ao Supremo Tribunal Federal (STF) relativa ao caso Marielle Franco, Domingos Brazão, o então conselheiro do Tribunal de Contas do Estado (TCE), nomeou parentes de suspeitos de integrarem milícias para gabinetes na Assembleia Legislativa do Rio de Janeiro (Alerj) e para o TCE.